# Тимуридско изкуство
Тимуридското изкуство е стил в изкуството, зародил се по време на Тимуридската империя (1370 – 1507). Това изкуство се характеризира със съчетанието на персийски и китайски стил, както и с влиянието на изкуството на други цивилизации в Централна Азия. След упадъка на Тимуридската империя това изкуство продължава да оказва влияние върху други култури в Западна и Централна Азия.

## История
Тимуридската империя е създадена от Тимур през 1370 г. след завладяването на различни територии от монголското ханство Илханат. След завладяването на някое селище, тимуридите често пощадявали живота на местните занаятчии и са откарвани в столицата Самараканд. След завладяването на Персия в началото на XV в., голяма част от характерните черти на персийското изкуство се преплитат с монголското изкуство. След приемането на исляма, Самараканд се превръща в един от световните центрове на ислямското изкуство. В средата на XV в. столицата е преместена в Херат, който се превръща в център на тимуридското изкуство. Скоро след това много тимуриди възприемат персийското изкуство като свое.

## Илюстрации
Тимуридското изкуство усъвършенства традиционната персийска концепция за „изкуството на книгата“. Илюстрациите на тимуридското изкуство са забележителни поради богатите си цветове и изтънчения си дизайн. Поради качеството на миниатюрните рисунки, намерени в тези ръкописи, Сузан Ялман от Музея на изкуството „Метрополитън“ отбелязва, че „Хератската школа [на ръкописната живопис] често се разглежда като апогей на персийската живопис“. Илюстрациите не се ограничават само до ръкописите, тъй като много тимуридски художници създават и стенописи. Много от тези стенописи изобразяват пейзажи, произхождащи, както от персийската, така и от китайската художествена традиция.

## Металообработка, керамика и дърворезба
В Тимуридската империя се произвеждат и качествени метални изделия. Желязото, месингът и бронзът обикновено се използват като материали за създаване на произведения на изкуството. След упадъка на Тимуридската империя някои ирански и месопотамски култури използват постиженията на тимуридското металообработване.
Тимуридските творци обработват керамиката в китайски стил. В тимуридското изкуство се твори и дърворезба.

## Наследство
След упадъка на Тимпурската империя в края на XV в., османците, сефевидите и моголите използват достиженията на тимуридското изкуство.

## Галерия
- Тимуридско изкуство
- Дръжка от нефрит
- Погребална церемония
- Керамична плочка